# ترانیولو
ترانیولو (به ایتالیایی: Terragnolo) یک کومونه در ایتالیا است که در ترنتینو واقع شده‌است.

## خصوصیات
ترانیولو ۳۹٫۴ کیلومترمربع مساحت و ۷۸۴ نفر جمعیت دارد.

## خواهرخوانده
شهر Bento Gonçalves, Rio Grande do Sul خواهرخواندهٔ ترانیولو هست.